# Gracijan Škrk
Gracijan Škrk, slovenski general, * 8. oktober 1925, Ljubljana, † 28. oktober 2007, Ljubljana.

## Življenje
Rodil se je v družini Primorcev, ki so pribežali iz Italije. Opredelitev za OF po italijanski okupaciji mu je bila zato samoumevna.
Junija 1942. leta je bil kot dijak 5. razreda bežigrajske gimnazije zajet v italijanski množični raciji. Vlak z interniranci so partizani pri Verdu napadli in jih osvobodili. Tako je postal borec Krimskega odreda. Kasneje je bil v različnih enotah NOV Slovenije, med drugimi tudi pri ustanovitvi Cankarjeve in Levstikove brigade. Konec vojne je dočakal kot politični komisar 1. bataljona inženirske brigade.
Po vojni je služboval v oboroženih silah širom po Jugoslaviji. Bil je poveljnik vojaškega okrožja Ljubljana in predsednik komiteja ZKJ 9. armade. Leta 1981 je bil upokojen kot generalmajor.
Od leta 1978 do 1982 je bil slovenski delegat v Zveznem zboru skupščine SFRJ.